# بشار مرغزی
بَشّار مَرغزی شاعر پارسی‌گوی سده چهارم هجری است که قصیده خمریه شیوایی گفته‌است. او نخستین شاعری است که پس از رودکی قصیده خمریه گفته‌است و می‌نماید این اثر او بر خمریات منوچهری اثرگذار بوده‌باشد.
قصیده خمریه او در کتاب مونس‌الاحرار محمد بن بدر جاجرمی که در ۷۴۱ (هجری) نوشته‌شده آمده‌است و اینک بخشی از آن:
| رَز را خدای از قِبلِ شادی آفرید       |  | شادی و خرمی ز رز آمد همی پدید      |
| از جوهر لطایف محض آفرید رز         |  | آن‌کو جهان و خلق جهان را بیافرید    |
| از رز بُوَد طعام و هم از رز بُوَد شراب |  | از رز بُوَدت نُقل و هم از رز بود نبید |
| شادی فُرُخت و خرمی آن کس که رز فُرُخت  |  | شادی خرید و خرمی آن کس که رز خرید… |